# Steinkreuz Berkau
Das Steinkreuz Berkau ist ein denkmalgeschütztes Steinkreuz im Ortsteil Berkau der Stadt Bismark (Altmark) in Sachsen-Anhalt. Im Denkmalverzeichnis von Sachsen-Anhalt ist das Steinkreuz als Kleindenkmal verzeichnet.

## Allgemeines und Beschreibung
Das gotische Steinkreuz steht heute auf einem grünen Platz in der Ortsmitte an der nach Bismark führenden Landstraße. Ursprünglich stand das Steinkreuz am östlichen Dorfeingang an einer Wegkreuzung auf der nördlichen Straßenseite in der Nähe eines ehemaligen Soldatenfriedhofs. Etwa um 1930 lag das Steinkreuz in der Mitte des ehemaligen Soldatenfriedhofs. Bereits davor soll das Steinkreuz an einer Kreuzung der Wege nach Poritz, Bismark und Wartenberg gestanden haben. Bekmann schreibt im Jahr 1751, dass es „unweit Berkau“ stehe.
Das heutige Kreuz ist nur ein Rest des ursprünglichen aus dem Jahre 1400 stammenden Kreuzes. Die Gesamthöhe des ursprünglichen Kreuzes soll 230 cm betragen haben; der Fuß soll in Bodennähe 80 cm breit gewesen sein. 1898 wurde der linke Arm des Steinkreuzes vom Kreuz abgetrennt. Danach muss er wieder angesetzt worden sein, da eine Beschreibung des Steinkreuzes aus dem Jahr 1930 erhalten ist, die es als vollständiges Kreuz mit einer erkennbaren Bruchstelle am linken Arm beschreibt. Bei einer Beschreibung des Kreuzes im Jahr 1953 wird auf das Fehlen des linken Arms hingewiesen. Gegen Ende der 1950er Jahre fuhr ein schweres Fahrzeug das Kreuz an, das in mindestens drei Teile zerbrach. Der untere Teil des Steinkreuzes soll dabei im Boden verblieben sein, konnte aber bei Grabungen 1983 nicht gefunden werden. Der obere Teil wurde von der Gemeinde in einer Scheune eingelagert, während das Mittelstück verloren ging.
Mittlerweile steht das Steinkreuz wieder im Winkel von Wartenberger Dudel und Bismarker Dudel auf dem ehemaligen Soldatenfriedhof. Der linke Arm fehlt auch weiterhin. Das 1,83 Meter hohe Steinkreuz ist daher nur noch 58 Zentimeter breit. In Bodennähe ist die Breite des Fußes in etwa gleich mit der Breite der Arme. Die ausgeprägten Kreuzarmwinkelstützen sorgten früher dafür, dass der Oberteil wie ein auf der Spitze stehendes Quadrat aussah.

## Sagen
Zum Steinkreuz sind zwei Sagen bekannt.

### Glockenguss zu Berkau
Die Kirche des Ortes brauchte vor einigen hundert Jahren eine neue Glocke. Schnell fand sich ein tüchtiger Glockengießer, der sich des Auftrags annahm. In einer Kiesgrube unweit des Ortes traf er seine Vorbereitungen für den Guss. Kurz bevor der Meister die flüssige Glockenspeise in die Form gießen wollte, glaubte er etwas vergessen zu haben und eilte nach Bismark zurück, um es zu besorgen. Am Gussort ließ er seinen Lehrling als Wache zurück. Nach dem Weggang des Meisters öffnete der Lehrling den Ofen und ließ die Glockenspeise in die Form laufen. Bei der Rückkehr des Meisters war die Glocke bereits fertig. Über die Voreiligkeit des Lehrlings geriet der Meister in Zorn, da er immer noch im Glauben war, dass etwas gefehlte habe. In seinem Zorn erschlug er den Lehrling und vergrub die Leiche im Sand. Die Tat des Meisters blieb aber nicht unentdeckt. Da der Lehrling gegen ein Gebot des Meisters verstoßen hatte, wurde die Tötung nicht mit dem Tod des Meisters bestraft, sondern dieser musste eigenhändig das Steinkreuz aushauen und am Standort der Tat aufstellen. Die Glocke des Lehrlings war aber kein Fehlguss, wie der Meister annahm, sondern hatte einen vorzüglichen Klang.

### Das goldene Kreuz
Bei Bismark fiel in einer Nacht im Jahre 1240 ein goldenes Kreuz vom Himmel. Dieses Kreuz heilte allerlei Gebrechen, was sich schnell im ganzen Land herumsprach. Daher pilgerten viele Leute nach Bismark. Aus dem Erlös der Gaben der Pilger baute man als Wallfahrtskirche die Dorfkirche Bismark. Diese Kirche erhielt den Beinamen Goldene Laus. Dies ging viele Jahre so weiter und brachte der Stadt und ihren Bewohnern viel Geld ein. Eines Tages aber erschlug nahe des goldenen Kreuzes ein Mann einen anderen. Zur Strafe musste er ein Sühnekreuz errichten. Zu Kirchen mit einem Sühnekreuz durfte aber keine Wallfahrt mehr abgehalten werden, was den Bewohnern von Bismark so gar nicht gefiel. Daher wurde bei Nacht und Nebel das Sühnekreuz ausgegraben und nach Berkau verbracht.